# أتيلا بوداي
أتيلا بوداي هو راكب الكنو كندي، ولد في 28 يونيو 1974 في بودابست في المجر.

## وصلات خارجية
- أتيلا بوداي على موقع أوليمبيديا (الإنجليزية)
- أتيلا بوداي على موقع اللجنة الأولمبية الكندية (الإنجليزية)